# Szent Jörgen ünnepe
A Szent Jörgen ünnepe (eredeti címe: Праздник святого Йоргена) Harald Bergstedt dán író regénye alapján készült, 1930-ban bemutatott szovjet, orosz némafilm, szatirikus komédia. Rendezte Jakov Protazanov.
Eredetileg némafilmként forgatták és vetítették. Feliratainak szövegét az Ilf-Petrov szerzőpár írta. Később elkészítették és 1935-ben bemutatták a film hangos változatát, melyet még sokáig vetítettek a szovjet mozikban.

## Cselekménye, jellemzői
A helybéli szent ünnepnapján propagandafilmet vetítenek Szent Jörgen híveinek szórakoztatására. Az évente megrendezett búcsút a város és az egyház vezetői saját céljaikra is kihasználják. Most azonban az eseményre két börtönből szökött tolvaj is betoppan, akik az ünnepet gyorsan a maguk hasznára fordítják.
A vígjátéki helyzeteket és alakokat felvonultató film nem mindenáron "leleplezni", hanem elsősorban szórakoztatni akar; egyházellenes szatirája nem csipős (ahogy ezt hivatalosan elvárták volna), csupán enyhe kétségeket ébreszt. Ugyanis párhuzamba állítja a tolvajok üzleti eszközeit az egyház pénzügyi és politikai befolyásoló módszereivel.
A filmben Protazanov ugyanazt a színész-triót szerepeltette, akiknek játéka a korábbi, 1926-ban bemutatott Per a hárommillióért című bohózatát is sikerre vitte. Ebben az alkotásban is érvényre jut – hagyományosnak mondott – rendezői módszerének egyik jellemzője: az artisztikus beállítások és pergő montázs helyett maximálisan rábízza magát a színészre (gyakran választ színpadi színészeket) és kihasználja a színészi játékban nyíló lehetőségeket.

## Szereposztás
- Igor Iljinszkij – Franz Schulz
- Anatolij Ktorov – Mikael Korkis
- Mihail Klimov – a Szt. Jörgen templom vikáriusa
- Igor Arkagyin – a Szt. Jörgen templom kincstárnoka
- Marija Sztrelkova – Oleandra, a vikárius lánya
- Vlagyimir Uralszkij